# Heinrich Geißler

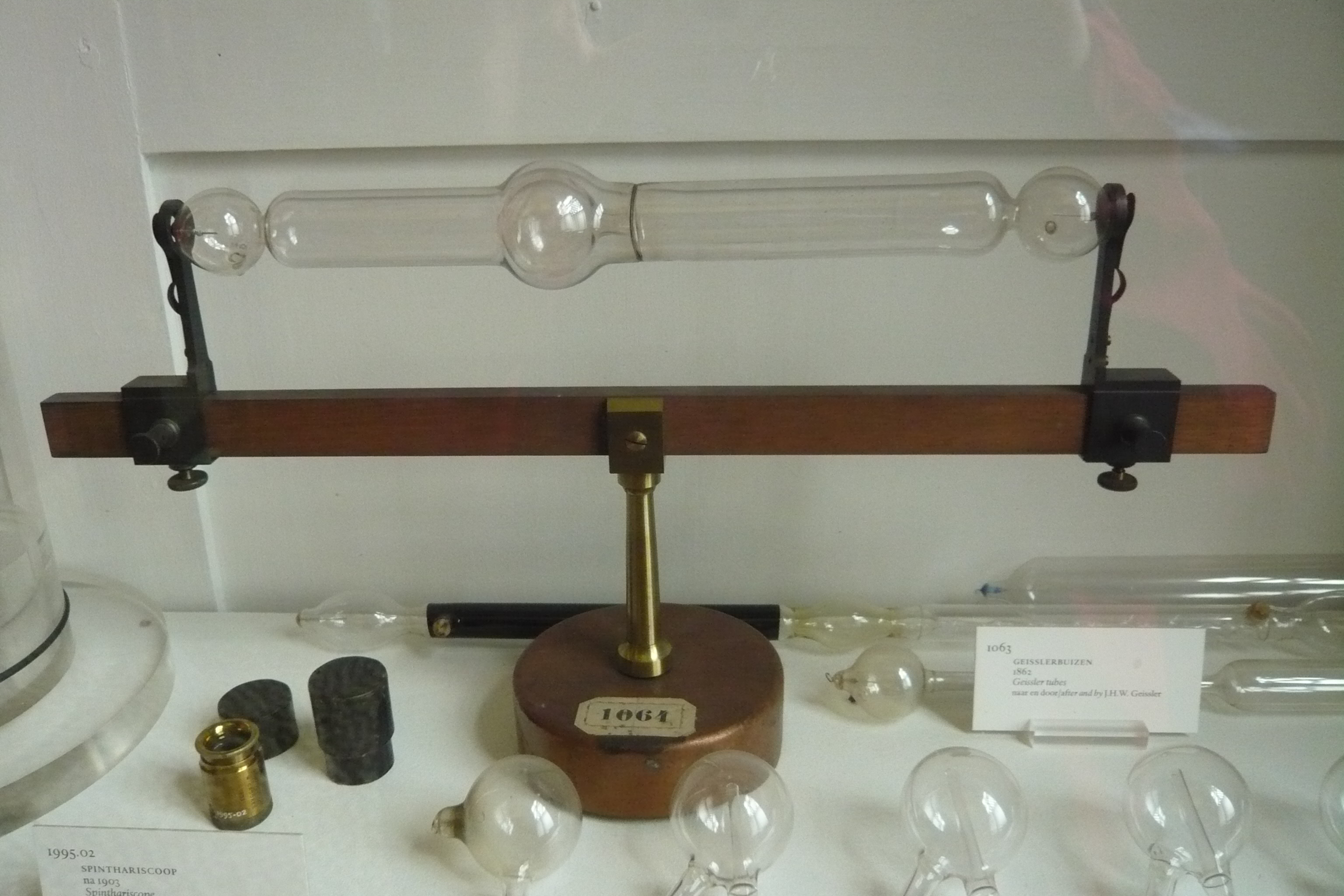
Een door de naamgever geproducerede Geisslerbuis in de collectie van het Teylers museum

Johann Heinrich Wilhelm Geißler (Igelshieb, 26 mei 1814 – Bonn, 24 januari 1879) was een Duits instrumentmaker en uitvinder van de kwikvacuümpomp en de naar hem vernoemde lagedruk gasontladingslamp, de geisslerbuis.

## Biografie
Geißler leerde het vak van glasblazen van zijn vader Georg, die een innovatieve glasblazer was en maker van instrumenten zoals baro- en thermometers. Heinrichs jeugd viel samen met een bloeiende interesse in de experimentele natuurwetenschappen. Dit leidde tot een grote vraag naar laboratorium apparatuur – van vooral holgeblazen glaswerken – wat grote vakmanschap vroeg van professionele glasblazers.
Na een aantal jaren als rondreizend instrumentmaker de kost te hebben verdiend, waaronder in Den Haag, vestigde Geißler zich rond 1850 in Bonn waar hij in 1852 een werkplaats opende voor de fabricage van natuur- en scheikundige apparaten voor scholen en universiteiten. Onder wetenschappers bouwde hij een internationale klantenkring op. Hij nam deel aan de wereldtentoonstelling van 1855 in Parijs en won diverse prijzen voor zijn wetenschappelijke instrumenten.
In 1855 vond hij de kwikvacuümpomp uit waarmee een hoger vacuüm gehaald kon worden dan met standaard zuigerpompen. Samen met de Duitse natuurkundige Julius Plücker kon hij hiermee aantonen dat water zijn maximale dichtheid bereikt bij 3,8 °C (later bepaald op 3,98 °C). Verder zou deze pomp een belangrijke bijdrage leveren aan het succes van Thomas Edisons eerste gloeilamp in 1879.
Geißler begon in 1857 te experimenteren met gasontladingsbuizen, de voorloper van de moderne tl-lamp. Door in een gedeeltelijk leeggepompte glazen buis een elektrische ontlading teweeg te brengen ging deze een kleurige gloed uitstralen, waarvan de kleur afhankelijk is van het soort glas en in de buis aanwezige gas. Deze buizen, later verbeterd door William Crookes, waren de eerste die kathodestralen opwekte wat leidde tot de ontdekking van het elektron door Joseph John Thomson en uiteindelijk tot de uitvinding van de televisie.
In 1868 werd Geißler binnengehaald op de universiteit van Bonn waar hij les zou geven tot aan zijn overlijden in 1879.